# Pánfilo Natera
Pánfilo Natera García ( Nieves; 1 de junio de 1882 - San Miguel de Allende, 28 de diciembre de 1951) fue un político y militar mexicano que participó en la Revolución mexicana y que se desempeño como gobernador del Estado de Zacatecas en dos ocasiones.

## Biografía
Nació en el distrito de Nieves, Zacatecas el 1 de junio de 1882. Sus padres fueron Francisco Natera y Néstora García, sus hermanos Pedro, Francisco Jesús, Juan Antonio y Sabina. Las condiciones económicas de su familia le impidieron asistir a la escuela. En 1910, siendo un campesino de escasa preparación, se unió al movimiento maderista con el objetivo de lograr el reparto de tierras además de derrocar a Porfirio Díaz. Incorporado a las fuerzas del general Luis Moya, hizo su campaña en el estado de Zacatecas; participando en la toma de Nieves, en los combates de San Juan de Guadalupe, Tlaltenango, Jalpa, Zacatecas, Morelos, Fresnillo y Sombrerete. Después de la muerte del Gral. Luis Moya luchó en las fuerzas de Manuel Caloca Castañeda; en mayo de 1911, una vez firmados los Tratados de Ciudad Juárez, entraron a Sombrerete a combatir. A finales de ese año fue nombrado cabo segundo del 26.º. Cuerpo rural maderista.
En 1940 toma el mando del estado de Zacatecas, recibiéndolo con muchos problemas principalmente económicos y políticos; pues por un lado, la minería estaba en crisis, producto de las medidas represivas aplicadas por Estados Unidos, con motivo de la expropiación petrolera; y por el otro lado, los grupos de oposición estaban pendientes de la actitud política que asumiría el general Natera ante los problemas existentes desde tiempos atrás, esperando alguna falla; pero su postura siempre fue moderada ya que una de sus mayores cualidades fue la reserva.

## Rebelión de Orozco
En 1912 defendió al gobierno maderista contra los rebeldes de Pascual Orozco. Bajo las órdenes del Gral. Cándido Aguilar participó en el ataque a Huejuquilla, Jalisco que defendían los generales orozquistas Benjamín Argumedo y “Cheche” Campos. En 1913 se encontraba destacado en Nieves, Zacatecas, al momento del asesinato de Francisco I. Madero

## Constitucionalismo
Se levantó en armas al mando de una tropa integrada por setenta de sus rurales. Hizo campaña en Zacatecas, Aguascalientes, Jalisco y Durango, alcanzando el grado de general brigadier en agosto de 1913, comandando la División del Centro constitucionalista; participó en la toma de Torreón, con Francisco Villa, y se perfiló como Jefe de primera línea en la victoria de la Toma de Zacatecas, en la que al lado de los hermanos Arrieta y con el posterior apoyo de Francisco Villa, logró la derrota de los huertistas que comandaba Luis Medina Barrón. En un primer momento Venustiano Carranza había encargado a Natera la toma de Zacatecas, pero sin el apoyo de Francisco Villa hubiera fracasado. Natera fue nombrado comandante militar y gobernador provisional de Zacatecas. Con esa calidad asistió a la Convención de Aguascalientes, y ante la decisión revolucionaria se alió, por corto tiempo, a las fuerzas convencionistas. Presidió la convención en la Ciudad de México; a su traslado a Aguascalientes quedó a cargo del orden de dicha ciudad. El 2 de agosto de 1915 renunció como gobernador y desconoció a Francisco Villa. En marzo de 1916 fue aprehendido en Querétaro y trasladado a la Ciudad de México.

## Ejército Mexicano
Sin haberle podido comprobar los delitos de que se le acusaba, fue puesto en libertad tres meses después, reingresando al ejército pero quedando en disponibilidad hasta 1923 en Zacatecas el 83.º Regimiento de caballería, con el que defendió al gobierno de Obregón de los rebeldes delahuertistas. En 1925 fue nombrado Jefe de Comisiones Inspectoras del Ejército; más tarde fue presidente suplente del 2.º Consejo de Guerra y comandante militar de Guerrero y Zacatecas. En 1937 fue ascendido a general de división. Ocupó la gubernatura de Zacatecas de 1940 a 1944, donde destacó su actuación por su política agrarista. Retirado a la vida privada, murió en San Miguel de Allende, Guanajuato, el 28 de diciembre de 1951.